# SW Florida Adrenaline
El SW Florida Adrenaline es un equipo de fútbol de los Estados Unidos que juega en la USL Premier Development League, la cuarta liga de fútbol más importante del país.

## Historia
Fue fundado en el año 2012 en la ciudad de Colier County, Florida como uno de los clubes de expansión de la liga para la temporada 2013.
Su primer partido en la USL Premier Development League fue una victoria de 5-1 ante el Fort Lauderdale Schulz Academy el 11 de mayo del 2012 y Xavier Silva fue el anotador del primer gol en la historia del club.

## Gerencia
- Presidente:  Jeff Butzke
- Entrenador:  John Robinson
- Entrenador Adjunto:  Ged O'Connor
- Gerente General:  Teresa Howe
- Relaciones Públicas:  Boris Aguirre
- Sitio Web:  Arturo Aguirre
- Fuente:[3]

## Entrenadores
- Mick Whitewood (2013)[4]
- John Robinson (2014-)